# The Dog Circus Rehearsal
The Dog Circus Rehearsal è un cortometraggio muto del 1909 prodotto dalla Kalem. Il nome del regista non viene riportato nei credit del film.

## Produzione
Il film fu prodotto dalla Kalem Company.

## Distribuzione
Distribuito dalla Kalem Company, il film - un breve cortometraggio 52 metri - uscì nelle sale cinematografiche USA il 20 agosto 1909. Nelle proiezioni, veniva programmato con il sistema dello split reel, accorpato in un'unica bobina con un altro cortometraggio prodotto dalla Kalem, Queen of the Quarry.